# Distretto di Nagar
Il distretto di Nagar è un distretto della regione di Gilgit-Baltistan in Pakistan con omonimo capoluogo.